# August von Gödrich
August Edler von Gödrich, někdy uváděn jako August Gödrich nebo Anton (von) Gödrich (25. září 1859 Gerlsdorf, dnešní Fulnek – 16. března 1942 tamtéž) byl německý sportovec, silniční cyklista, účastník řady dálkových jízd a také Letních olympijských her 1896 v Athénách, na nichž vybojoval stříbrnou olympijskou medaili.

## Životopis
Narodil se ve Jerlochovicích, které jsou dnes součástí města Fulnek na Moravě 25.9.1859. Původně sloužil v c.a k. rakouské armádě jako důstojník, později pracoval v továrně na výrobu jízdních kol. V roce 1887 se přestěhoval do Athén, odkud podnikal dálkové jízdy na kole, navštívil Střední východ a nato se vydal na velkou cestu po Evropě na vysokém kole a o svých zážitcích pořádal přednášky. Údajně ovládal dvanáct jazyků. V roce 1891 se zúčastnil kongresu Německé cyklistické unie v Berlíně. Odcestoval tam z Athén přes Brindisi, kde nasedl na své kolo, kterým se do Berlína dopravil. V témže roce vytvořil dva rekordy na vysokém kole – za dvanáct hodin ujel 301.1 km a za 24 hodin 523.5 km.
V roce 1936 byl Gödrich pozván jako čestný host na olympijské hry do Berlína. Ve věku 76 let usedl v Opavě, kde tehdy žil, na jízdní kolo a dojel na něm až do Berlína.

## Olympijské hry v Athénách 1896
August von Gödrich se stále jako athénský občan a vlastník půdy přihlásil na 1. olympijských hrách 1896 k silničnímu závodu, který se jel 12. dubna na trati maratonského běhu, ale cíl měl na velodromu v Pireu, v Marathonu byla v polovině závodu otočka, takže trať měřila asi 87 km. Vzdálenost z Pirea byla o pár kilometrů delší maratonský běžecký závod, proto onen rozdíl mezi délkou obou tratí. V Marathonu se musel každý jezdec podepsat na dokument za přítomnosti rozhodčího, aby si někdo cestu nezkrátil. Většinu jízdy do Marathonu jeli jezdci pohromadě. Po obrátce se však pole především kvůli pádům rozčlenilo. Pozdější vítěz Aristidis Konstantinidis upadl třikrát, Gödrich po pádu musel také zastavit a protože při něm své kolo poškodil, dojel do cíle na vypůjčeném. Podobné problémy měl vpředu jedoucí Konstantinidis, dokonce jej předjel Edward Battel, jenže ten přecenil své síly a dojel vyčerpán až na místě třetím, když se před něho dostal i Gödrich. Jeho ztráta na vítěze činila deset minut (čas 3:31:14 hodiny).